# 仙石小太郎
仙石 小太郎（せんごく こたろう、文化12年（1815年） - 没年不詳）は、出石藩大老仙石久寿（左京）の子。出石藩士。

## 経歴
文政7年（1824年）に第6代藩主の仙石政美が死去した際、政美には嗣子が無かったため、隠居していた政美の父久道は後継者の選定会議を江戸で開いたが、この会議の際に仙石久寿が10歳になる実子の小太郎（当時は幼名の新之助）を連れて出府した。そして選定会議で久道の末子である仙石久利が後継者と決まり、江戸幕府に養子届けを出して7月13日に受理され、8月6日に家督を継いで第7代藩主となった。しかし、久寿が息子小太郎を伴って出府したため、左京の政敵である仙石久恒（造酒）が「我が子を藩主に立てて主家を乗っ取るつもりだ」と久道に訴え、その結果として文政8年（1825年）に左京は家老職を罷免されて失脚した。造酒は藩政の実権を握ったが藩の財政再建ができなかったために解任され再び登用された。
藩政を握った父の久寿は、以前の重商主義政策に加えて、厳しい倹約や運上（営業税）の取立て強化などを行なったので、藩士の反発を買うことになる。そして天保2年（1831年）に老中首座・松平康任の弟松平主税の娘を小太郎の正室に迎えた。これに反発したのが酒匂清兵衛（造酒の実弟）らで、藩主の父で後見役の久道に「左京は主家を横領している」と訴えた。しかし、久道はこの訴えを却下し、逆に酒匂らは蟄居に追い込んだ。さらに勝手役の家老・河野瀬兵衛が首謀者であるとして追放となる。追放された河野は分家筋の旗本仙石弥三郎（仙石久抵）の執事神谷転と手を結んで、幕閣に左京の非を訴えた。これに対して左京は江戸南町奉行の筒井政憲に河野と神谷の捕縛を依頼し、河野を捕らえて天保6年（1835年）に死罪に処した。しかし神谷は機転を利かし、捕縛される直前に友鷲と号して虚無僧になっていたため、仙石家に引き渡されることがなく慰留された。このため、事件は町奉行から寺社奉行である脇坂安董と部下の川路聖謨が担当することとなった。安董は事件の調査をしていくうちに、老中首座の松平康任までもが関わっていることがわかった。天保6年（1835年）9月に評定所で吟味を開始し、12月に父の左京は獄門、小太郎自身は八丈島に遠島となった。小太郎は八丈島に向かうために立ち寄った三宅島で発病し没した。